# 8-as busz (Kazincbarcika)
A kazincbarcikai 8-as jelzésű autóbusz az Autóbusz-állomásról az ÉRV II. telepre közlekedett, amelyet a Borsod Volán Zrt. üzemeltetett a Márka ABC érintésével.

## Története
Az 1950-es, '60-as évek során alakult ki Kazincbarcika helyi tömegközlekedésének első formája. 1978-ban, a harmadik nagy menetrendi változtatással indult el a 8-as vonal  Autóbusz-állomás – ÉRV II. telep viszonylaton. 30 éven át semmilyen útvonalbeli változás nem történt, a 2000-es évekre munkanapokon 1 busz ment le, ellentétes irányban nem közlekedett. Egyre jobban csökkentek az igények, a városban sorra szűntek meg a járatok. 2010-ben leállították a vonalat a habselyemi 7-essel együtt. Napjainkban az útvonal teljes részén átlagos mértékben közlekednek járatok.

## Útvonala
| Autóbusz-állomás – Márka ABC – ÉRV II. telep                                   |
| ------------------------------------------------------------------------------ |
| Egressy Béni út ➝ Építők útja ➝ Jószerencsét út ➝ Egressy Béni út ➝ Hadak útja |

## Közlekedése
| Útvonal                          | Indításszáma | Közlekedése  |
| -------------------------------- | ------------ | ------------ |
| Autóbusz-állomás ➝ ÉRV II. telep | 1 oda        | munkanapokon |

## Megállóhelyei
| 0 | Autóbusz-állomás végállomás | 0.0 km | 0 |
| 1 | Ifjúmunkás tér              | 0.7 km | 2 |
| 2 | Kórház                      | 1.1 km | 3 |
| 3 | Városháza                   | 1.6 km | 4 |
| 4 | Márka ABC                   | 2.0 km | 5 |
| 5 | Attila utca                 | 3.0 km | 7 |
| 6 | ÉRV II. telep végállomás    | 3.7 km | 8 |